# Les Aventures de l'ours Paddington
Les Aventures de l'ours Paddington (anglais : The Adventures of Paddington Bear) est une série télévisée animée pour enfants basée sur les histoires de l'ours Paddington écrites par Michael Bond.
Produite par le CINAR et Protecrea en association avec FilmFair, la série a été diffusée du 14 juin 1997 au 2 février 2000. 39 épisodes (117 segments) ont été produits.

## Parcelle
La série suit les aventures d'un ours du Pérou qui arrive en Angleterre après un tremblement de terre qui détruit sa maison. La famille Brown le retrouve à la gare de Paddington.

## Casting
- Jonathan Kydd : Paddington
- Jon Glover et John R. Hernandez : M. Henry Brown
- Meriam Stover et Moir Leslie : Mme Mary Brown
- Eve Karpf : Mme Sheila Bird
- Jade Williams : Judy
- Steven Webb : Jonathan
- Nigel Lambert : M. Reginald Curry
- Cyril Shaps : M. Samuel Gruber

- Actrice de doublage inconnue dans le rôle de tante Lucy Bachchan

## Télédiffusion et médias domestiques
L'émission a été présentée pour la première fois lors du lancement de Teletoon au Canada. Il a également été diffusé sur ITV au Royaume-Uni et sur Canal J et TF1 en France.
L'émission a été diffusée aux États-Unis dans le bloc Cookie Jar Toons sur This TV de novembre 2008 à août 2009. Il a également été diffusé sur HBO Family en rediffusion jusqu'en 2004 dans les années 1990. En 2017, il a été diffusé sur Starz Kids and Family jusqu'en avril 2020. Il a également été diffusé sur Light TV (maintenant TheGrio.TV). La chaîne Qubo a diffusé des rediffusions de l'émission du 7 octobre 2018 au 25 février 2021.
L'émission a été diffusée dans le monde arabe sur la Télévision Algérienne, Canal Algérie et Algérie 3 pendant le Ramadan 2008, sur Baraem en 2011, sur Ajyal en 2012 et sur Toyor Al-Janah en 2008.
La société sœur de HBO, Time-Life Home Video, a publié la série en VHS et en DVD.
Depuis 2022, la série est désormais diffusée sur Paramount+ et Tubi.